# 대한반공청년단
대한반공청년단은 대한민국의 관변단체이다. 1960년 자유당이 3월 15일에 치러지는 제4대 대통령 선거 및 제5대 부통령 선거에서 승리하기 위하여 조직하였던 선거 전위대이다. 총재는 이승만이었고 부총재는 이기붕이었으며 단장은 신도환이었다. 신도환은 총본부단장이고 임화수는 종로구 단장이었다. 신도환이 단장으로 있던 대한반공청년단과 임화수가 단장으로 있던 반공예술인단은 자유당의 1960년 선거 전위대였다.
1959년 6월 정·부통령후보를 지명한 자유당은 그 뒤 치밀하게 선거 조직을 확대해나가면서 공무원 및 경찰력을 선거운동에 투입하였고, 막대한 자금을 살포했으며, 깡패 조직까지 동원하였다. 선거가 종반기에 접어들자 경찰의 간섭과 대한반공청년단원들의 테러 행위로 선거분위기는 더욱 험악해졌고, 1960년 3월 9일과 3월 10일 전라남도에서는 민주당 간부들이 구타, 치사당하는 사건이 발생했다. 민주당이 집계한 통계에 따르면 테러 희생자 수는 56명에 달하였다. 이 부정 선거 결과는 자유당 정권의 붕괴를 가져왔고, 이 선거에 동원되었던 정치 깡패 조직들은 4·19 혁명과 5·16 군사 정변을 거치면서 사라졌다.
이 조직과 관련한 판결문은 '대한반공청년단은 1960년 3월 15일 선거에서 이승만을 대통령으로, 이기붕을 부통령에 당선시킬 것을 결의하고 조직원들에게 선전 요령문, 선거 자금을 비밀리에 배부해 부정 선거 실시에 주도적 행위를 하고 청년들을 사주·동원했다'라고 되어 있다.